# Paratkina angustata
Paratkina angustata är en insektsart som beskrevs av Young 1986. Paratkina angustata ingår i släktet Paratkina och familjen dvärgstritar. Inga underarter finns listade i Catalogue of Life.